# Dharahara
A Dharahara (dévanágari írással: धरहरा) nevű torony a nepáli főváros, Katmandu egyik jellegzetes építménye. Eredetileg a 19. század első felében épült, de több földrengésben is megrongálódott, utoljára 2015-ben: ekkor szinte a teljes torony megsemmisült. Újjáépítették, és 2021-ben nyitották meg újra.

## Története
Az 1820-as és 1830-as években, Bhímszen Thápa uralkodó idején két hasonló torony is épült egymás közelében: az első (az eredeti úgynevezett Bhímszen-torony) még 1824-ben, a másik (a mai Dharahara) pedig különböző források szerint 1825-ben vagy 1832-ben, miután Thápa unokahúga, Lalit Tripurászundari nepáli királyné kifejezte kívánságát, hogy építsenek egy másikat is. Van, aki szerint a második tornyot Thápa tiszteletére építették azért, mert az 1814–1816-os, nepáli vereséggel végződő angol–nepáli háború után el tudta érni, hogy a Szugauli-szerződés első, a nepáliak számára nagyon kedvezőtlen változata helyett egy valamivel jobb változatot fogadjanak el.
1834-ben súlyos földrengés pusztított a városban, amit mindkét torony túlélt ugyan, de a régiben jelentős károk keletkeztek, amit később sem javítottak ki. Száz évvel később, az 1934-es földrengésben viszont az eredeti torony maradványa is teljesen megsemmisült, és a királyné tornyából is csak 2 emelet maradt meg. Dzsuddha Samser miniszterelnök ez utóbbit nagyjából eredeti formájában újjáépíttette (igaz, az eredeti 11 szint helyett már csak 9-szintesre), de a régi tornyot már nem: emiatt a királyné-tornyot, a Dharaharát később szintén Bhímszen-toronynak kezdték nevezni.
A 2015-ös nepáli földrengés során csaknem teljesen összeomlott, csak a talapzata maradt meg. A katasztrófa idején többen is tartózkodtak benne, így csak a torony leomlása több halálos áldozatot is követelt. A tornyot néhány évvel később újjáépítették, az új Dharahara 2021. április 24-én nyílt meg.

## Leírás
A kör keresztmetszetű, kilencszintes torony Katmandu belvárosában áll. Magassága 50,2 méter, teteje egy 5,2 méteres, bronzból készült rúdban végződik. Stílusában mogul és európai jegyek is megjelennek, a felső szinten egy Siva-szobrot is elhelyeztek. Belsejében egy különböző források szerint 113 vagy 213 fokból álló csigalépcső vezet, de lifttel is rendelkezik. A nyolcadik szinten egy körerkélyt alakítottak ki, ahonnan az egész városra és a Katmandu-völgyre jó kilátás nyílik. 2005-ben (belépődíj ellenében) látogathatóvá tették a turisták számára is, addig csak engedéllyel volt látogatható.

## Képek

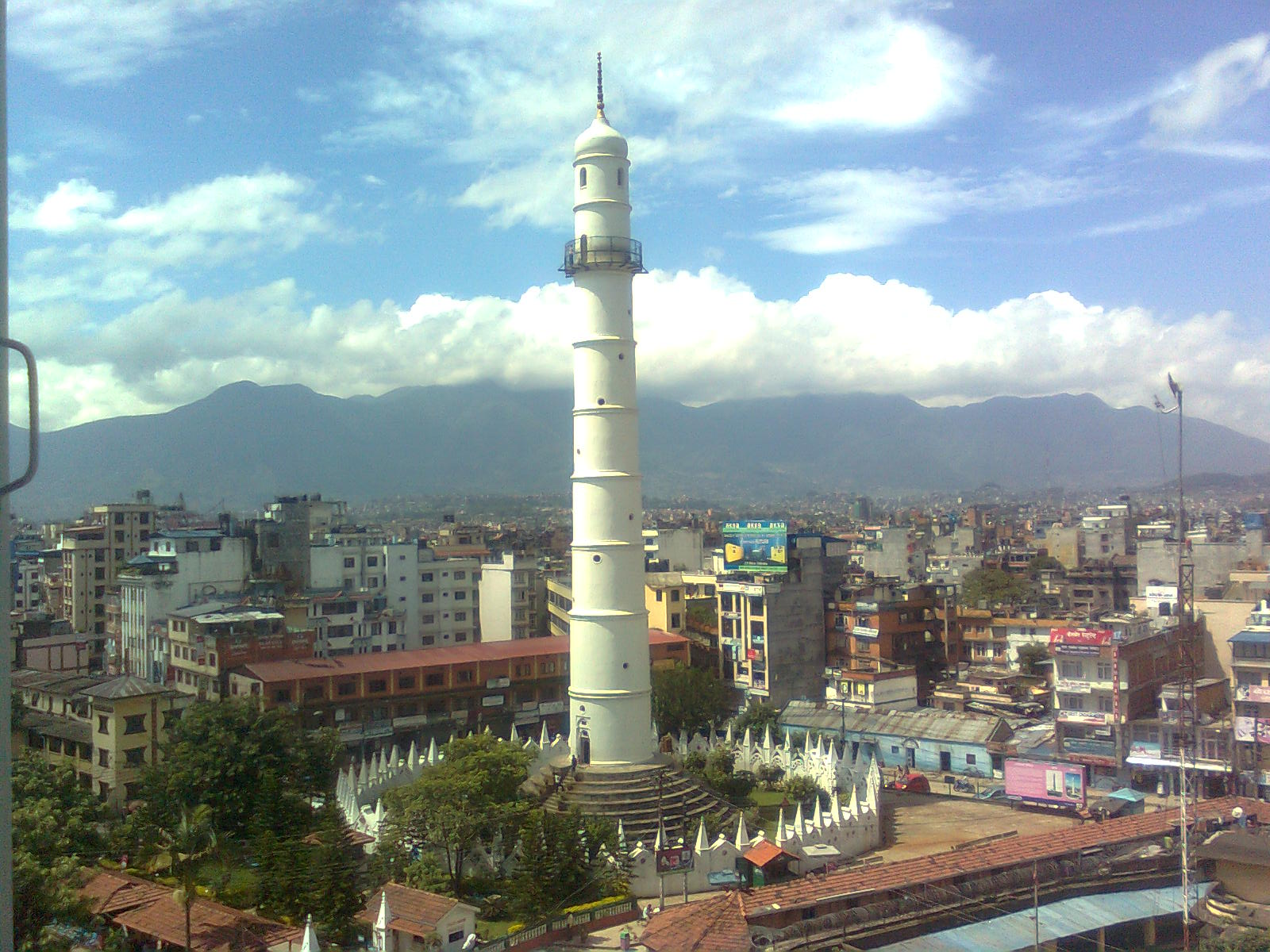
A torony és környezete 2011-ben
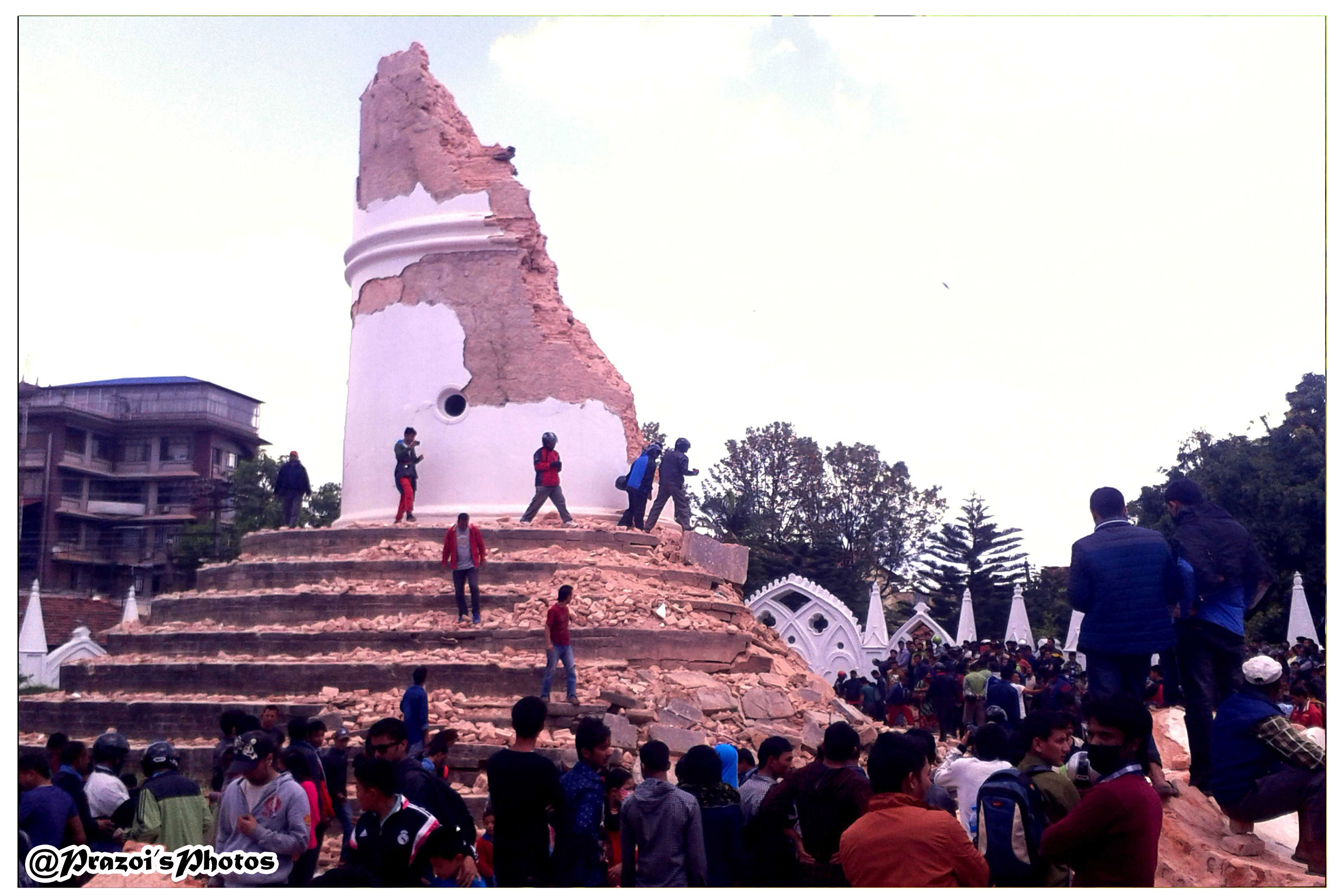
Ami a Dharaharából a 2015-ös földrengés után megmaradt
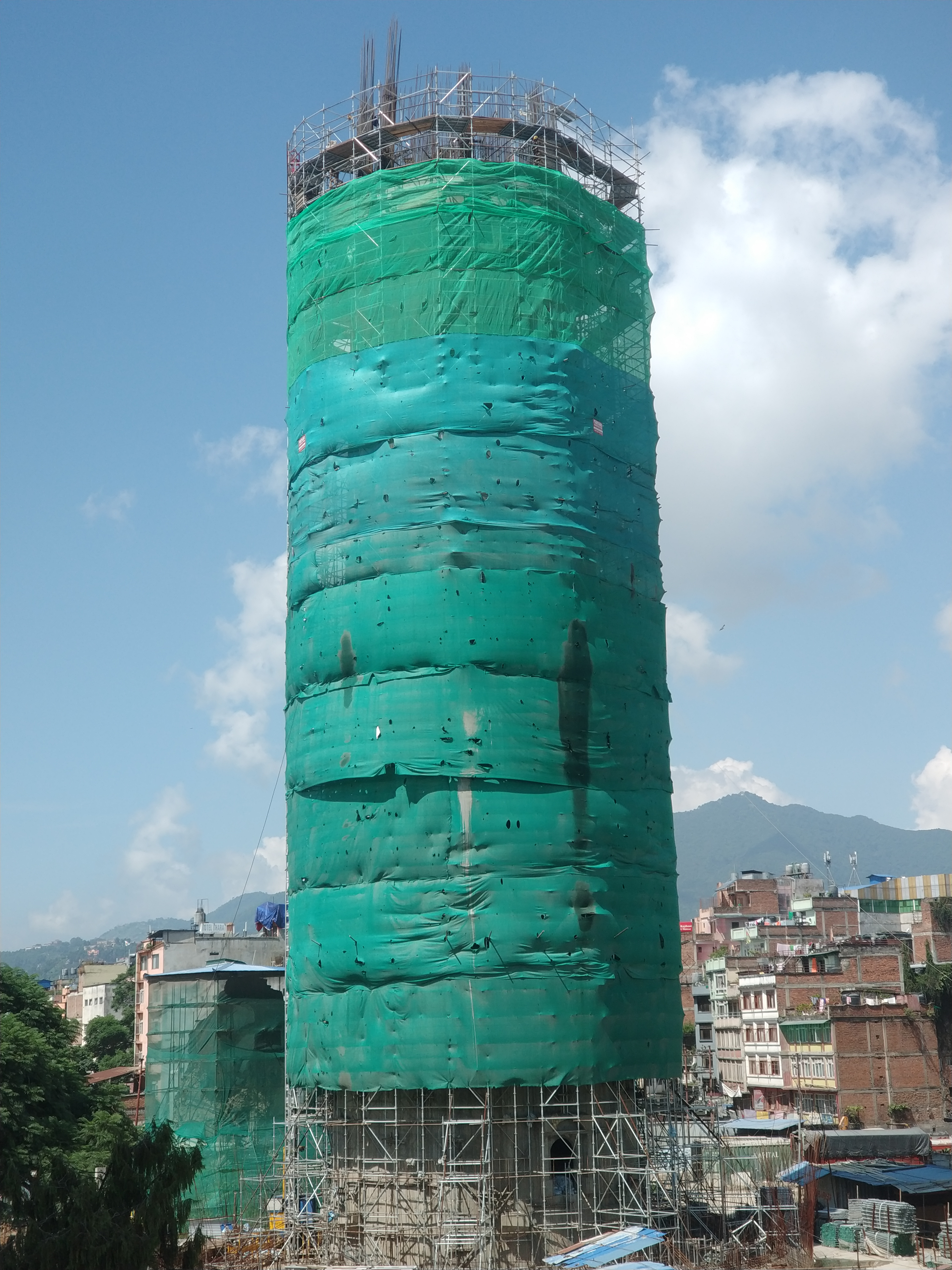
Az újjáépítés 2020-ban
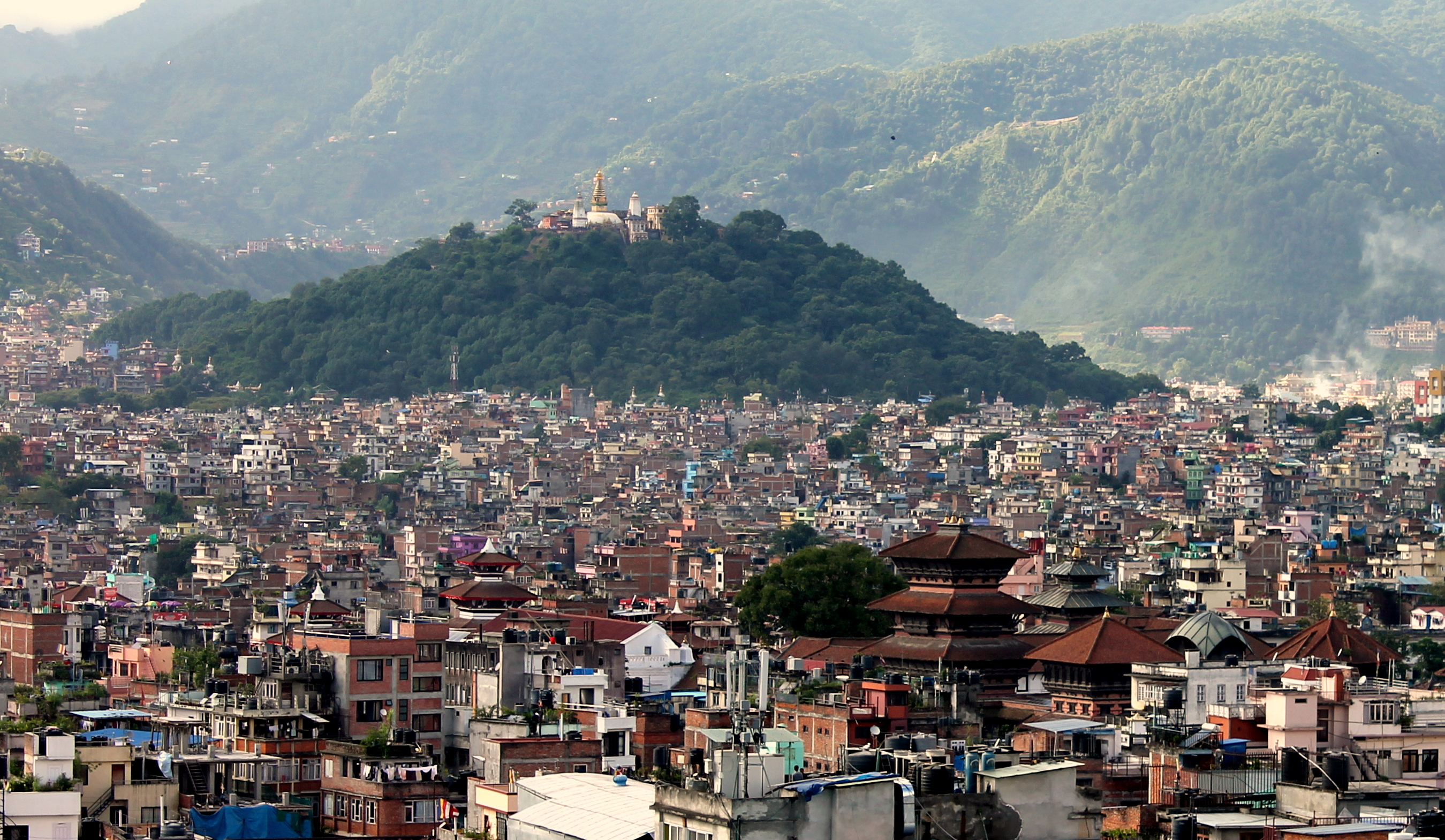
Kilátás a toronyból